# Radkov (okres Jihlava)
Obec Radkov (německy Radkau) se nachází v okrese Jihlava v Kraji Vysočina. Leží 5,5 km jihovýchodně od Telče. Žije zde 231 obyvatel. Nadmořská výška 488 m. Železniční zastávka je v místě, pošta v Telči, zdravotní a matriční obvod tamtéž, římskokatolická farnost v místě, ale spravována z Telče.

## Název
Jméno vzniklo přivlastňovací příponou -ov k osobnímu jménu Radek, které je podobou některého ze složených osobních jmen s částí Rad-. Názvy obce v pramenech: 1377 Radekuow, 1590 ves Radkow, 1611 ves Radkuw, 1612 ves Radkuow, 1640 Rattkau, 1672 in Ratkow, 1720 Ratkau, 1850 Račková (!), 1881 Ratkov, 1894 Ratkau, Radkov.

## Historie
První písemná zmínka o obci pochází z roku 1358, kdy se podle ní psal Ctibor z Radkova, roku 1367 jsou uváděni bratři Jaroslav Morava a Čéč z Radkova. Během 14. století se na Radkově vystřídali různí majitelé vladyckých rodů z okolí. Kolem roku 1366 patřil svobodný dvůr v Radkově Vlčkovi z Radkova. V roce 1481 bratři Hynek a Oldřich z Marejže prodali Radkov Jindřichovi z Hradce k Telči. V roce 1580 je zde uváděna rychta, pod kterou náležely vsi Radkov, Strachoňovice, Černíč a Slaviboř. Součástí telčského panství byl Radkov až do roku 1849. Podle lánového rejstříku před třicetiletou válkou bylo v Radkově 18 usedlostí, z toho zůstalo za války osazeno 16 a 2 zpustly. Do r. 1671 se podařilo znovu osadit 1 usedlost. Desátky se odváděly panství Telč a faře v Urbanově. Z Radkova se jezdilo na týdenní úterní trhy do Telče.

### Správní začlenění obce od roku 1850
Do roku 1849 byl Radkov součástí panství Telč v Jihlavském kraji. V letech 1850 až 1855 podléhal politické pravomoci Podkrajského úřadu v Dačicích a v soudní správě Okresnímu soudu v Telči. Po vzniku smíšených okresních úřadů s politickou a soudní pravomocí byl v letech 1855 až 1868 podřízen Okresnímu úřadu v Telči. Když byly roku 1868 veřejná správa a soudnictví opět odděleny, vrátil se pod politickou pravomoc Okresního hejtmanství v Dačicích, od roku 1919 okresní správu politickou a od roku 1928 okresní úřad tamtéž, v soudnictví pak pod Okresní soud v Telči. Po osvobození v květnu 1945 náležel pod Okresní národní výbor v Dačicích a Okresní soud v Telči. Při územní reorganizaci na přelomu let 1948 a 1949 připadl pod správní okres Třešť a v jeho rámci pod nově vzniklý Jihlavský kraj. Při další územní reorganizaci v polovině roku 1960 připadl pod správní okres Jihlava a Jihomoravský kraj až do zrušení Okresního úřadu v Jihlavě koncem roku 2002. V roce 1980 byla pod Radkov připojena obec Strachoňovice a roce 1986 byl Radkov připojen pod město Telč, od roku 1992 je Radkov opět samostatnou obcí. Od roku 2003 spadá pod pověřený městský úřad v Telči v samosprávném Kraji Vysočina. V soudnictví náležela obec do poloviny roku 1960 pod Okresní soud v Třešti, poté pod Okresní soud v Jihlavě.

### Hospodářský vývoj obce do konce 20. století
Ve 2. polovině 19. a v 1. polovině 20. století se většina obyvatelstva obce živila zemědělstvím. V roce 1900 byla výměra hospodářské půdy obce 612 ha. Živnosti v roce 1911: 1 hostinský, 1 kovář a podkovář, 1 kramář, 1 obuvník. K roku 1924 se uvádí dvůr velkostatku Telč Podstatských – Lichtenštejnů. Obec byla elektrifikována připojením na síť ZME Brno roku 1936.
JZD vzniklo v 50. letech 20. století, v 70. letech bylo sloučeno s JZD Strachoňovice a Černíč, čímž vzniklo JZD Podyjí Radkov, které bylo roku 1978 sloučeno do JZD Telč.

## Přírodní poměry
Radkov leží v okrese Jihlava v Kraji Vysočina. Nachází se 4,5 km jižně od Telče, 3 km jihozápadně od Zvolenovic a 4 km od Vystrčenovic, 3,5 km západně od Dolní Vilímče, 2 km severozápadně od Strachoňovic, 9 km severně od Dačic a 2,5 km od Černíče a 1,5 km od Slaviboře, 2,5 km východně od Myslůvky a 3,5 km od Kostelní Myslové. Geomorfologicky je oblast součástí Křižanovské vrchoviny a jejích podcelků Dačická kotlina Brtnická vrchovina, v jejíž rámci spadá pod geomorfologický okrsek Markvartická pahorkatina. Průměrná nadmořská výška činí 488 metrů. Nejvyšší bod, Hlavní vrch (583 m n. m.), leží v severovýchodním cípu katastru obce. Radkov se nachází v údolí Moravské Dyje, do níž se v jižní části obce vlévá Rybníčkový potok, na němž se rozkládá rybník Hřebílko. Nápadný vrch Ostrážka, severně od Radkova, se zvedá nad povrch svahů Brtnické vrchoviny.[zdroj⁠?!]

## Obyvatelstvo
V roce 1850 měla 215 obyvatel, obec s českým obyvatelstvem, katastr obce měl v roce 1900 výměru 628 ha. V roce 1880 měla obec 37 domů a 297 obyvatel, roku 1900 41 domů a 286 obyvatel, roku 1921 43 domů a 284 obyvatel, roku 1930 48 domů a 248 obyvatel, roku 1947 56 domů a 259 obyvatel, roku 1950 58 domů a 233 obyvatel, roku 1970 59 domů a 271 obyvatel, roku 1982 60 domů a 240 obyvatel.
Podle sčítání 1930 zde žilo ve 48 domech 248 obyvatel. 246 obyvatel se hlásilo k československé národnosti. Žilo zde 244 římských katolíků a 3 evangelíci.
| Rok            | 1869 | 1880 | 1890 | 1900 | 1910 | 1921 | 1930 | 1950 | 1961 | 1970 | 1980 | 1991 | 2001 | 2011 |
| Počet obyvatel | 237  | 297  | 295  | 286  | 280  | 284  | 248  | 233  | 274  | 271  | 240  | 206  | 229  | 227  |

## Obecní správa a politika
Obec leží na katastrálním území Radkov u Telče a je členem mikroregionů Telčsko a Sdružení pro likvidaci komunálního odpadu Borek a místní akční skupiny Mikroregionu Telčsko.
Obec má sedmičlenné zastupitelstvo, v jehož čele stojí starosta Miroslav Mareček.
| Období    | Voliči | Účast v % | Mandáty | Výsledky                   | Starosta         |
| --------- | ------ | --------- | ------- | -------------------------- | ---------------- |
| 2002–2006 | 175    | 68,00     | 7       | 3 SNK III 2 SNK I 2 SNK II | Miroslav Mareček |
| 2006–2010 | 185    | 69,73     | 7       | 4 SNK II 3 SNK I           | Miroslav Mareček |
| 2010–2014 | 197    | 64,47     | 7       | 5 SNK I 2 SNK II           | Miroslav Mareček |
| 2014–2018 | 203    | 43,35     | 7       | 7 SNK I                    | Miroslav Mareček |
| 2018–2012 | 203    | 53,69     | 7       | 7 SNK I                    | Miroslav Mareček |

## Hospodářství a doprava
V obci sídlí firmy Zemědělské družstvo Telč a VROS stavební s.r.o. Obcí prochází silnice III. třídy č. 40618 ze Strachoňovic do Telče a č. 40619 ze Slaviboře a železniční trať č. 227 z Kostelce do Slavonic. Dopravní obslužnost zajišťují dopravci ICOM transport a České dráhy. Autobusy jezdí ve směrech Telč, Černíč, Myslůvka a Řásná. a vlaky ve směrech Kostelec a Slavonice. Obcí prochází cyklistická trasa č. 5123 ze Zvolenovic do Slaviboře a zeleně značená turistická trasa z Telče do Slaviboře.

## Školství, kultura a sport
V 18. století se zde mělo vyučovat po domech místními obyvateli, teprve roku 1785, po obnovení zdejší farnosti, mohlo být jednáno v roce 1788 o zřízení stálé školy. 
Vraťme se o pár desetiletí až staletí zpátky, na samý prvopočátek školství v Radkově, tedy  do roku 1788. V tomto roce předsedal krajský komisař komisi, ve které byl určen školní plat učiteli od sedláků a chalupníků v Radkově, ve Strachoňovicích, ve Slejboři a v Černiči a na radkovské farní jednotřídce začalo první vyučování. Zcela nového významu nabyla škola o 100 let později, v roce 1886, kdy byla vysvěcena nová školní budova, a začalo se vyučovat ve dvou třídách. V následujících letech byla škola hojně využívána. Za dob své největší slávy školu navštěvovalo až 109 žáků (rok 1900), což je na obec, která vždy čítala cca 250 obyvatel, vskutku úctyhodné číslo.
Zlomový byl pro školu rok 1977, kdy byla škola z důvodu nízké docházky zrušena a budova uzavřena. Následující desetiletí byla smutná – budova časem přešla na Střední odborné učiliště v Třešti a následně na Úřad pro zastupování státu ve věcech majetkových. Budova nebyla desetiletí používána a postupně chátrala. 
Až v roce 2007 se po dlouhém vyjednávání podařilo zajistit vrácení budovy bývalé školy do vlastnictví obce. Rekonstruovat bylo potřeba, jednoduše řečeno, úplně všechno. Po třech letech se podařilo část budovy opravit a statisticky zabezpečit. V té době se naskytla možnost využít dotační nabídky MAS Telčsko a zřídit v části budovy expozici „Obecná škola“, což s sebou přineslo i finanční prostředky na opravu této části objektu. Kromě samotných stavebních prací započalo panu starostovi také objíždění okolních škol a shánění rekvizit pro budoucí expozici, protože v Radkově se z dob fungující školy, bohužel, téměř nic nedochovalo. Vše se ale podařilo a expozice byla otevřena. Pro malou návštěvnost expozice "Obecná škola" byla k 31. 12. 2021 zrušena.
Mateřská škola Radkov je příspěvková organizace zřizovaná obcí Radkov. Má kapacitu 22 dětí.
Sbor dobrovolných hasičů Radkov vznikl v roce 1923.
Obec nechala vystavěn sportovní areál s tanečním parketem a hřištěm na nohejbal a volejbal.

## Pamětihodnosti
- Kostel sv. Bartoloměje z počátku 19. století
- V obci a okolí dvoje boží muka a osm křížů
- Pomník padlým v první světové válce z 20. let 20. století
- Pamětní deska divizního generála Václava Kopala z 30. let 20. století
- Stopy po hrádku jsou zachovány nad řekou Dyjí na skalnaté lokalitě zvané Kočičí hrádek, kde je kruhový areál o průměru 15 m, chráněný valem a příkopem vytesaným ve skále
- Fara
- Dům čp. 31
- Boží muka směrem na Telč

## Rodáci
- Divizní generál Václav Kopal